# EHF Liga prvaka 2010./11.
Ovo je 51. izdanje elitnog europskog klupskog rukometnog natjecanja. Nakon kvalifikacija 32 momčadi raspoređene u četiri skupine po šest igraju turnir, nakon čega prve četiri iz svake prolaze i igraju osminu završnice. Hrvatski predstavnik RK Zagreb ispao je u osmini završnice od Rhein-Neckar Löwena (28:31, 27:27). Završni turnir održan je u Kölnu 28. i 29. svibnja.

## Završni turnir

### Poluzavršnica
- Rhein-Neckar Löwen -  Barcelona 28:30
- Ciudad Real -  HSV Hamburg 28:23

### Završnica
- Barcelona -  Ciudad Real 27:24

- europski prvak:  Barcelona (osmi naslov)

## Vanjske poveznice
- Opširnije